# Železno, Trebnje
Železno este o localitate din comuna Trebnje, Slovenia, cu o populație de 51 de locuitori.